# Матрес лекціоніс
Ма́трес лекціо́ніс (лат. matres lectionis, досл. «матері читання»; одн. mater lectionis, калька з івр. אם קריאה, трансліт. ем кріа́) — в консонантній писемності приголосні літери, використовувані для позначення голосних звуків.
Через відсутність голосних букв однозначне прочитання тексту в консонантній писемності часто буває утруднено. Тому для позначення голосних (переважно довгих) використовуються приголосні букви, що позначають звуки з подібною артикуляцією: [w], [j], [h], [ʔ].
Один з варіантів появи Матрес лекціоніс, зафіксований в івриті — контракція дифтонгів [aw] → [o:] і [ay] → [e:], наприклад в словах בית «будинок» [bayt]→[bet], יום «день» [yawm] → [yom]. Потім букви вав і йод, що вживаються в цих словах для позначення приголосного звука зниклого дифтонга, були переосмислені як такі, що позначають голосний звук, який з'явився на його місці. Після цього написання Матрес лекціоніс поширилося на позначення навіть тих голосних, на місці яких ніколи не було дифтонгів.
Матрес лекціоніс зустрічаються вже в угаритській, моавській і фінікійської письменностях, але широко застосовуються лише в єврейському, арамейському, сирійському й арабському письмі.
Пізніше, в мандейскому, авестійському та інших алфавітах, а також у деяких сучасних різновидах арабського письма (напр., алфавіти для перської і новоуйгурської мов) і єврейського письма (алфавіт для мови їдиш) Матрес лекціоніс регулярно позначають всі голосні, фактично перетворюючись на голосні літери.
Голосні букви грецького ілатинського письма, а також кирилиці історично сходять до Матрес лекціоніс: наприклад, буква I утворилась із приголосної букви, позначала звук [j], U — з [w], А — з [ ʔ ], Е — з [h], О — з [ ʕ ]